# Pyrrhura leucotis
Il parrocchetto guancebianche (Pyrrhura leucotis Kuhl, 1820) è un uccello della famiglia degli Psittacidi. Affine e simile al P. picta, questa specie si differenzia per la zona periauricolare bianca e per una maggiore diffusione dell'azzurro, colore presente anche sulla scagliatura tipica. Vive nel Brasile orientale, dal Bahia meridionale verso sud fino all'Espírito Santo e al Minas Gerais orientale; in passato viveva anche nel San Paolo. È stato introdotto senza successo nel Giardino Botanico di Rio de Janeiro.